# ナマ人

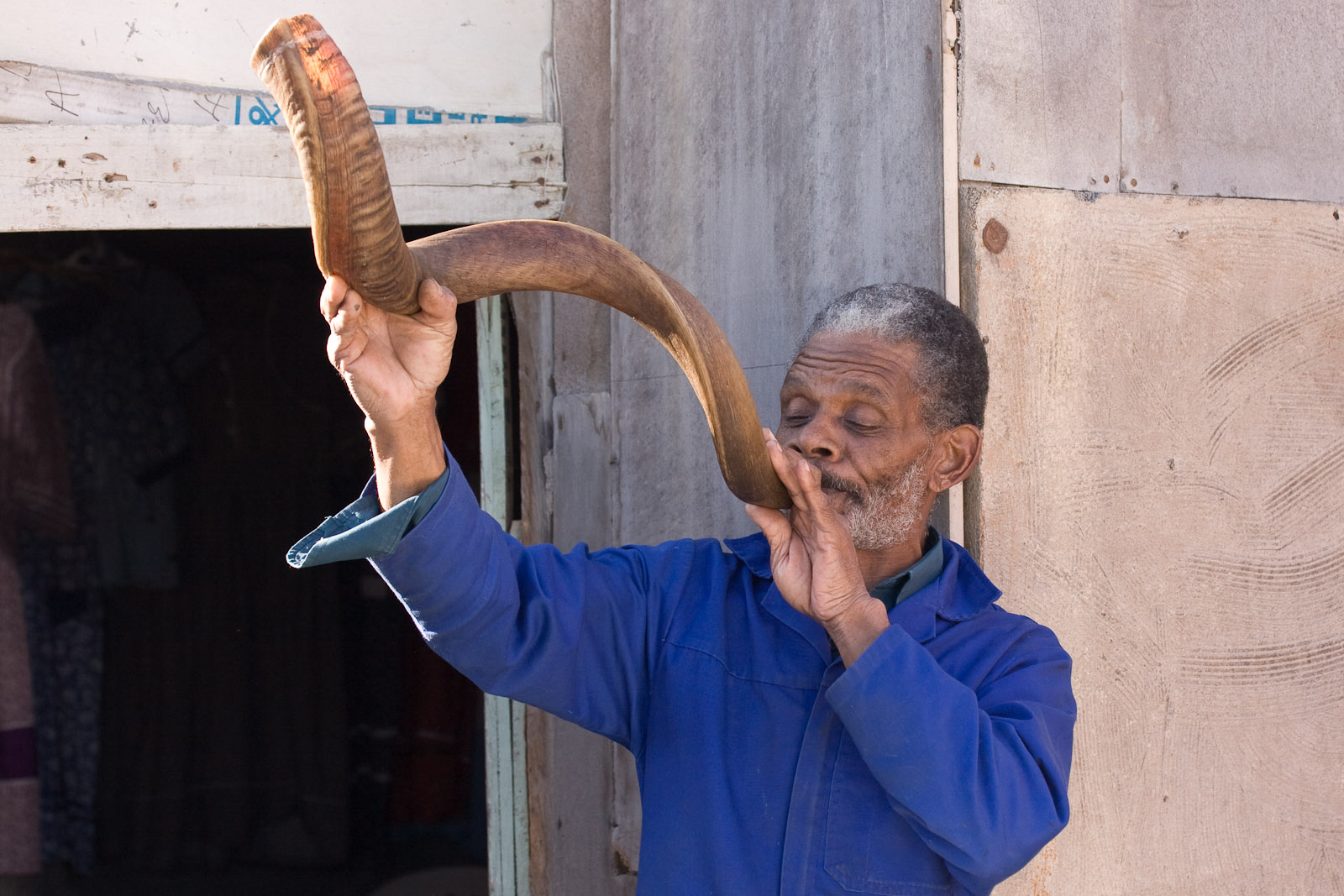
ナマ族男性（ナミビア）.

ナマ人（Nama People）はアフリカの民族。南アフリカ、ナミビア、ボツワナに居住する。元来、コイサン諸語に属すナマ語を話すが、近年はアフリカーンス語も話す。ナマ人はコイコイ人系民族のなかでは最大の民族であり、他のコイコイ系民族はほとんど消滅してしまった。多くのナマ人のグループは中央ナミビアに住み、他の小さなグループは南アフリカとナミビアの国境のナマクアランドに住む。

## 歴史

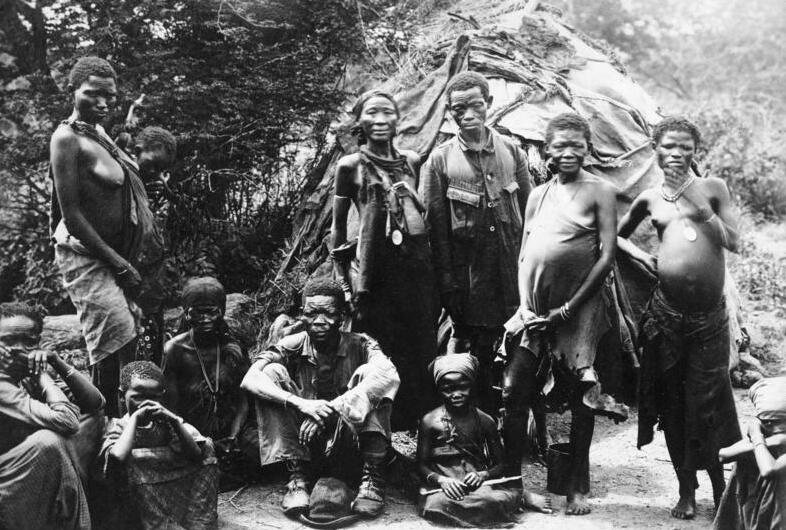
家の前にいるナマ人

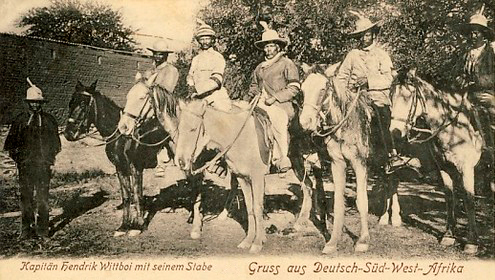
指導者ヘンドリック・ヴィットボーイと彼の仲間

ナマ人はコイコイ人系民族であり、1000年にわたって、コイサン人は南アフリカやナミビア南部で遊牧生活を続けてきた。コイコイ人は牧畜社会を、サン人は狩猟採集社会を営んできた。
ドイツ帝国は、1904年から1907年にかけて現在のナミビアを植民地支配しており、先住民族のナマ人・ヘレロ人と戦争していた。この戦争は、ヘレロ・ナマクア虐殺に繋がり、この虐殺でナマ人・ヘレロ人の8割以上が殺された。ドイツ帝国は、農地から先住民族を追い立て、支配するために、彼らが持っていた牛を没収した後、砂漠に追い立て、強制収容所に収容した。また、線路の敷設やダイヤモンドの採掘といった強制労働にも従事させた。
1920年代に、ダイヤモンドがオレンジ川の河口で発見され、アレクサンダー・ベイやポート・ノロスに街が建設されたことにより、ナマ人の土地は近代化の波に飲まれ、アパルトヘイト下でもそれは続いた。ナマ人は、もともとナミビア北部から南アフリカ南部を流れるオレンジ川の近くに住んでおり、ナマ人は、初期の入植者にはホッテントットと呼ばれていたが、後にナマクア人と呼ばれるようになった。「ナマクア」は、コイコイ語で「人々」を意味する「-qua/khwa」に由来する言葉であり、このような名称は、グリクア族などの他のアフリカ南部の民族にも見られる。
1991年、ナマクアランドはリフタスフェルト国立公園と名付けられた。ここはダイヤモンド採掘の対象にならなかったため、ナマ人のもともとの土地の景観が保たれていた。2002年12月、国立公園を含む、もともとナマ人の土地だった場所が彼らに返還され、南アフリカ・ナミビア両政府は南アフリカ南部からカラハリ砂漠中央部にかけて自然公園を作った後、リフタスフェルト国立公園と統合し、トランスフロンティア公園を作った。この公園はナマ人の伝統が残っている数少ない土地で、ナマ人は季節ごとに移動し、彼らの言語で話す。伝統的なナマ人の住居（|haru oms）は、イグサでできたドーム型の小さな家で、移動可能であり、砂漠の暑い日差しも遮ってくれる。
19世紀初頭、オーラム人がナマクアランドとダマラランドに侵入した。彼らは、ナマ人と同様にコイコイ人の子孫であるが、ヨーロッパ人や奴隷として連れてこられたマダガスカル人、インド人、インドネシア人と混血している。200年後、オーラム人の文化はナマ人の文化と同化し、オーラム人はナマ語・ダマラ語を母語として話している（アフリカーンス語を使う者もいる）。また、オーラム人とナマ人の違いは時間が経つに連れて減っており、21世紀初頭には1つの民族とされるほどになっている。